# جورج بلومنتال (عالم فلك)
جورج بلومنتال (بالإنجليزية: George Blumenthal)‏ هو عالم فلك أمريكي، ولد في 1945.